# Runaround Sue
Runaround Sue è un singolo discografico del cantautore statunitense Dion DiMucci, pubblicato nel 1961. Il brano è stato scritto dallo stesso Dion con Ernie Maresca.

## Tracce
- 7"

1. Runaround Sue
2. Runaway Girl

## Cover
- Chubby Checker ha interpretato il brano nel suo album del 1961 For 'Teen Twisters Only.
- Nel 1963 viene inserita nell'album di Del Shannon Little Town Flirt.
- Una cover della canzone è stata realizzata dall'attore e cantante Leif Garrett nel 1977, inclusa nell'album Leif Garrett.
- Una cover è quella del gruppo musicale australiano Ol' 55 all'interno del loro album Fiveslivejive (1977).
- Gli Human Nature incidono il brano nel loro album Jukebox (2014).
- I The Fratellis hanno registrato il brano, inserendolo nella "versione deluxe" del loro album Half Drunk Under a Full Moon (2021).